# Helwingia
Helwingia — рід, що складається з кущів або рідше невеликих дерев, що походять зі Східної Азії, Гімалаїв і північного Індокитаю. Це єдиний рід родини Helwingiaceae.

## Опис
Рослини мають чергові, вічнозелені або листопадні листки та невеликі суцвіття, які є епіфільними (ростуть з поверхні листя). Під час розвитку квітки з’являються окремо від листя, але згодом зливаються з середньою жилкою листа. Квітки дрібні, жовто-зелені або фіолетові, за ними слідують червоні або чорні ягоди. Рослини дводомні.
Епіфільні суцвіття. Ця риса досить незвичайна серед рослин. Вважається, що це дивне розташування квітки на листі є адаптацією до запилення комахами. Запилювачі, які занадто великі для квітів, сідають на поверхню листя і можуть запилювати квіти, які не зможуть підтримувати самі запилювачі.

## Види
- Helwingia chinensis Batalin — Китай, М'янма, Таїланд
- Helwingia himalaica Hook.f. & Thomson ex C.B.Clarke — Індія, Китай, М'янма, Непал, Таїланд, Тибет, В'єтнам
- Helwingia omeiensis (W.P.Fang) H.Hara & S.Kuros. — Китай